# Bullet (schwedische Band)
Bullet ist eine im Jahr 2001 gegründete Heavy-Metal-Band aus Schweden.

## Werdegang
Zur Besetzung gehören Hell Hofer (Gesang), Hampus Klang und Alexander Lybro (Gitarre), Gustav Hjortsjö (Schlagzeug) und Gustav Hector (Bass), der 2017 seinen Cousin Adam Hector ersetzte.
Ende des Jahres 2004 erhielt die Band einen Plattenvertrag beim schwedischen Label Black Lodge, das 2006 das Debütalbum Heading for the Top herausbrachte. Das Album erreichte in den schwedischen Musik-Charts Hitlistan den 37. Platz in den Charts für Alben und den zweiten Platz in den Metal-Charts.
Die Band gab zahlreiche Konzerte, hauptsächlich in Schweden, jedoch auch in den Niederlanden, in Norwegen und in Deutschland, wo sie im Jahr 2007 auf dem Keep-It-True-Festival, auf dem Rock Hard Festival, sowie auch auf dem Headbangers Open Air auftraten. 2011 und 2013 spielten sie unter anderem auf dem Wacken Open Air, 2013 zudem auf dem Rock am Ring.
Die australische Band Airbourne nahm unter anderem Bullet als Vorbild. Inzwischen sind Airbourne bekannter als Bullet.

## Diskografie
| Jahr | Titel               | Höchstplatzierung, Gesamtwochen, AuszeichnungChartplatzierungen (Jahr, Titel, Platzierungen, Wochen, Auszeichnungen, Anmerkungen) | Höchstplatzierung, Gesamtwochen, AuszeichnungChartplatzierungen (Jahr, Titel, Platzierungen, Wochen, Auszeichnungen, Anmerkungen) | Höchstplatzierung, Gesamtwochen, AuszeichnungChartplatzierungen (Jahr, Titel, Platzierungen, Wochen, Auszeichnungen, Anmerkungen) | Anmerkungen         |
| Jahr | Titel               | DE | CH | SE | Anmerkungen         |
| ---- | ------------------- | --- | --- | --- | ------------------- |
| 2006 | Heading for the Top | — | — | SE37 (2 Wo.)SE | Black Lodge Records |
| 2008 | Bite the Bullet     | — | — | SE3 (4 Wo.)SE | Black Lodge Records |
| 2011 | Highway Pirates     | DE69 (1 Wo.)DE | — | SE3 (8 Wo.)SE | Black Lodge Records |
| 2012 | Full Pull           | DE59 (1 Wo.)DE | — | SE20 (2 Wo.)SE | Nuclear Blast       |
| 2014 | Storm of Blades     | DE53 (1 Wo.)DE | CH99 (1 Wo.)CH | — | Nuclear Blast       |
| 2018 | Dust to Gold        | DE45 (1 Wo.)DE | — | SE30 (1 Wo.)SE | Steamhammer         |

Weitere Veröffentlichungen
- Heavy Metal Highway (Demo, 2002)
- Speeding in the Night (EP, 2003, Agonia Records)
- Back on the Road / High Roller (Split-Single mit Enforcer, 2011, Black Lodge Records)
- Full Pull (Single, 2012, Nuclear Blast)